# 溪洲部落

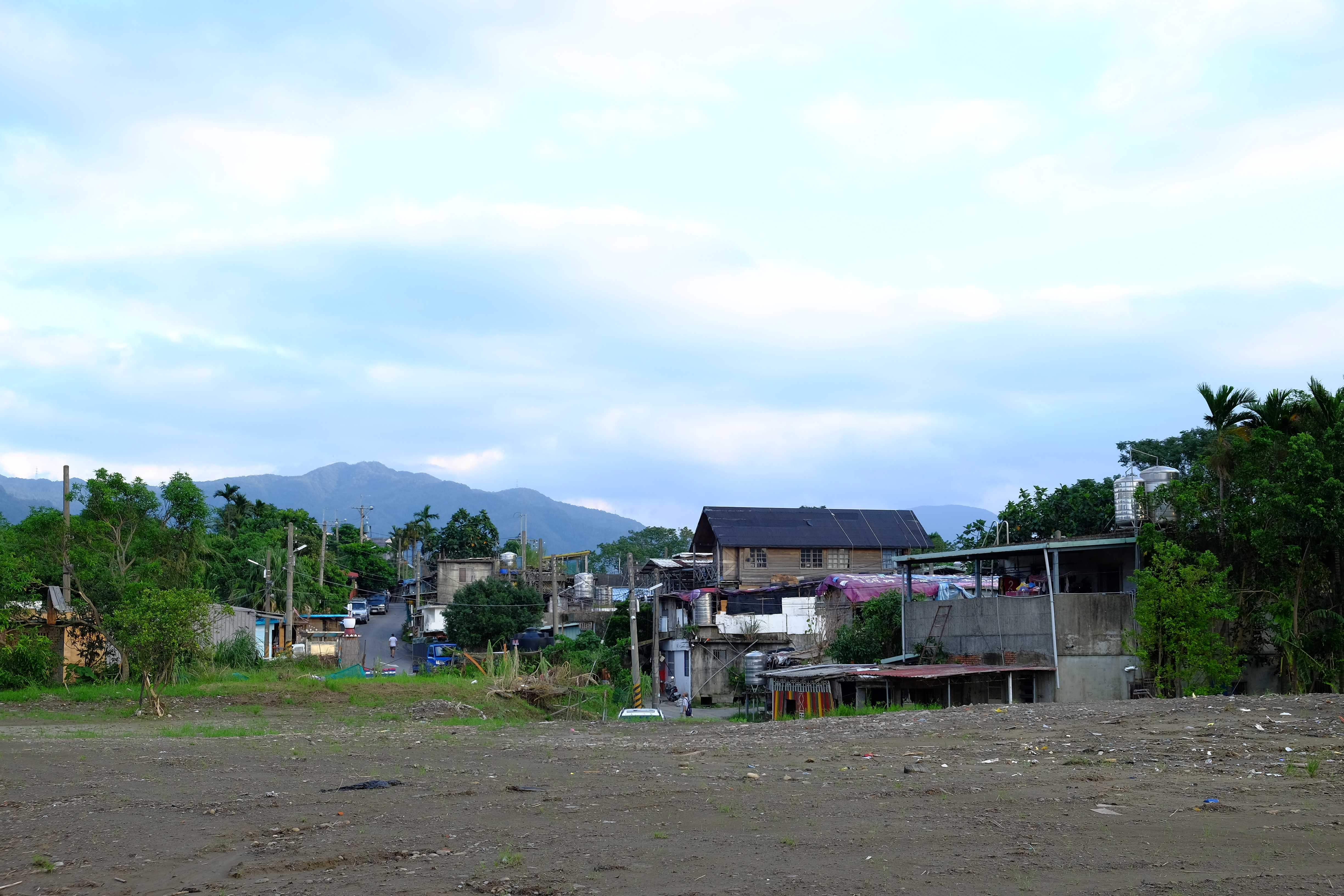
2015溪洲部落vs蘇迪勒颱風的泥土

溪洲部落是位於臺灣新北市新店區的阿美族部落社區，原位於新店溪碧潭至秀朗橋河段，所在流域水流平緩，與臺灣東部阿美族原鄉部落環境類似，是個居住在都市邊緣的小集居部落，居民近200名，因長年在眾多社會團體的協助下，反抗政府強迫拆遷而聞名；2017年與新北市政府合作向國有財產署租地（月租新臺幣5萬元，每戶平均為1470元）以工程費「333模式」（市府負擔1/3、住戶自備1/3、另向銀行貸款1/3）開啟「新店區溪洲原住民族文化園區」家屋興建工程，預計2021年中完工入住。

## 空間營造的歷史過程

### 拓荒
溪洲部落是臺北都會區都市邊緣的原住民部落之一，位於新店區頂城里、新店溪西岸。居民多為阿美族人，以阿美族拓荒者張英雄之名， 而取命為「乾乾部落」（Icang，乃阿美族語「乾燥」之意），起因為1979年，溪洲部落長老張英雄到台北工作， 發現此地與原鄉部落環境類似，於是低調墾地種菜養雞。1981年阿美族人開始互助合作，自力造屋建造家園，如今溪洲部落約有45戶，約兩百多人， 來自不同花東原鄉如馬太鞍、觀音、太巴塱、樟原、壽豐、加禮洞等地。1984年附近居民牽設營業用電，部落才有完整的水電供應。因位於溪洲路上，故又稱「溪州部落」。1995年台北縣政府輔導部分住戶遷入新店中正國宅，而今許多溪洲部落居民仍不願遷村。
1997年中秋節溪洲部落發生大火， 因當時房舍多為木造，火勢快速蔓延，除部落北方幾戶外其餘皆無倖免；大火除燒毀部落外，更奪走一條孩童性命。溪洲部落在牧師馬耀·谷木與米將·吾杜的協助下組織了「溪洲部落自救會」。
2000年臺北縣政府原住民行政局成立後，夷將·拔路兒出任首任局長，要求溪洲部落原住民搬遷到三鶯部落。2002年，臺北縣政府訂定「三峽隆恩埔段原住民短期安置所出租國宅政策案」，預計安置150戶，其中包含溪洲部落42戶；為捍衛居住權，部落由頭目'Ata胡順理帶領成立「溪洲部落自救會」，會長為張慶豊、執行長章金妹及副執行長該映·犁百，向政府提出人民有最基本的安居權利，以就地居住及合法為主要訴求。
2005年由召集人娜告·法拉漢、該映·犁百等成立「溪洲部落青年讀書會」，與部落族人討論環境及教育議題，部落會議中也從清潔美化、公廁修繕開始做部落公共空間的規劃，並由婦女會、青年會及中壯年自主組成工班，讀書會結合鄰近大學成立學童課後輔導團隊，協助小學生的課輔及假日活動安排，並有族語教師到部落教導族語。
2007年開始與其他社運團體結合，並成立「溪洲部落後援會」、「都市原住民關懷小組(後為Pangcah阿美族守護聯盟)」，並與臺北縣轄內的三鶯、小碧潭等河岸部落互結關懷鏈，為河岸部落共同爭取就地居住權。

### 拆除、抗爭與安置
2007年夷將·拔路兒擔任行政院原民會主委，改口要台北縣政府重新檢討河川線，不該讓溪洲部落遷移；正逢台北縣政府「大碧潭再造計畫」重劃行水區，決定拆遷溪洲部落等數個位於新店溪畔的阿美族都市原住民部落。溪州部落居民拒絕拆屋及遷徙至「三峽隆恩埔段原住民短期安置所」（三鶯部落，又稱三峽原住民文化部落），與台北縣政府發生抗爭。2007年底，總統候選人馬英九回應爭取居住權，說「我把你們當人看，我把你當市民看」。 2007年12月30日，排灣族詩人莫那能說，他仔細聽完當時馬英九的整段對話，可以感受到馬英九並無惡意，但仍不免聽出馬英九以漢人為尊的心態；但馬英九所受到的攻擊並不嚴苛，「你應該慶幸：攻擊你的人，都是些原住民中最不適格的人」。
2007年12月27日，夷將·拔路兒帶領行政院原民會前四任主委召開記者會，共同譴責馬英九涉嫌歧視溪洲部落原住民的言論。夷將·拔路兒說，他對「溪洲部落是否安全」仍持保留看法，溪洲部落仍有待正式調查是否安全，但臺北縣政府對新店溪的整治預計設計腳踏車道和咖啡區，顯然臺北縣政府還有可能有很多規劃方向；當記者不斷提問關於溪洲部落去留、安全、迫遷等問題時，主持人卻提醒「今天主題是譴責馬英九不當言行」；最後，一位原住民記者質疑，行政院原民會平時不為原住民發聲，現在才針對馬英九。
在國立臺灣大學建築與城鄉研究所師生積極投入，並獲日本豐田基金會亞洲鄰人行動計劃之贊助，推動溪洲部落都市原住民社會住宅計劃，協助爭取中央與地方政府編列工程預算，協助成立「溪洲阿美文化永續暨社區發展協會」。
2008年，台北縣政府認定溪洲部落非法蓋在河川地，屬於違建，差點遭到拆除。經抗爭和學者聲援，台北縣政府的回應，從拆遷到緩拆，乃至於溪洲部落旁劃設原住民生活專用區，為部落居民居住區和文化園區。
2009年，台北縣政府啟動「溪洲阿美族生活文化園區」計畫。2012年，新北市政府透過都市計畫變更，將溪洲部落所在農業區及河川地規劃為原住民生活專用區，距原部落約一百公尺；由新北市府闢建道路管線水電等公共設施，協助原住民承租公有土地，由部落「自力造屋」，居民負擔三分之一自籌款，政府補助三分之一，另三分之一由公部門協助申請貸款，部落異地重建後才執行拆遷。原本只租不售的原住民社會住宅計畫，在朱立倫市府時代轉向為只售不租，以透過住民參與，實踐部落文化生根與生態管理，「部落共管」達成永續經營。
溪洲部落反拆遷運動有兩個特色
- 阿美族都市原住民獨特的遷移經驗、社會組織及生活型態，使居民對溪洲部落此「都市故鄉」強烈認同， 動員整個社區並串聯其它都市原住民部落進行抗爭。

- 學界、社運人士與大學生積極參與組織「溪洲部落後援會」，建立網絡，串連原鄉部落及社運團體。

### 埋石儀式（Patektek）
2011年3月5日舉行部落舉行埋石儀式，溪洲部落長老暨新店市總頭目萬福全號召族人，為部落建立35週年的紀念活動，並返回花東原鄉移靈取石，在新部落預定地進行邦查傳統埋石儀式，團結族人，於台北永續生根。

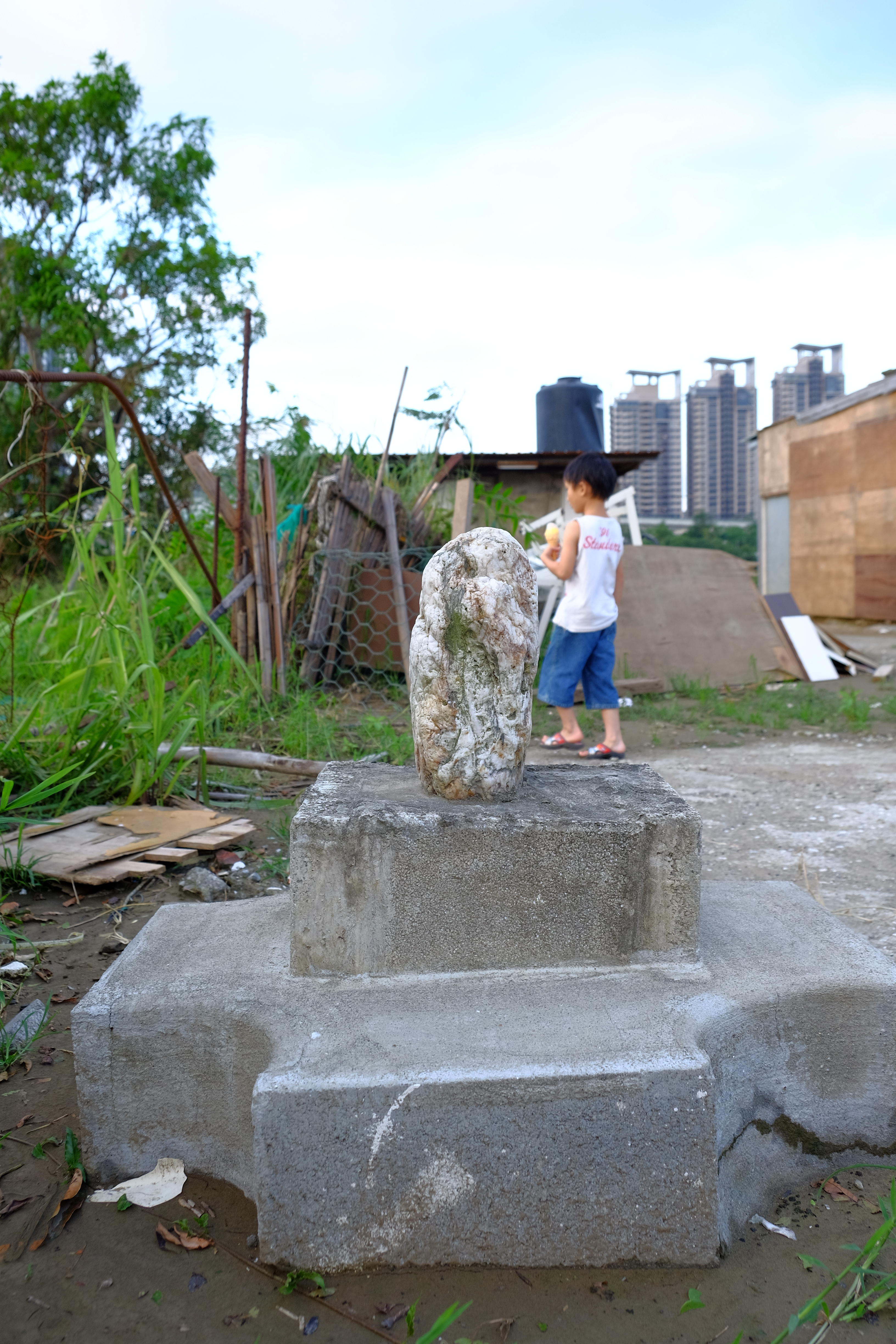
花東原鄉移靈取石

### 蘇迪勒風災
蘇迪勒颱風於2015年8月8日降下豪雨，新店溪水暴漲湧進溪洲部落，總計43戶的溪洲部落，除了3戶倖免外，其餘40戶全遭水淹，「連賀伯颱風來都沒有這麼嚴重，真的是最慘重的一次風災。」。

## 部落特色
溪洲部落阿美族多來自花蓮、台東，遷移至都會區邊緣，就地取材自建部落家園，隨人數增加， 形態與文化更為豐富多元，延續原鄉之空間樣式， 保留宗教信仰與祭典儀式傳統，與都會區漢人截然不同， 富有與自然共生、永續經營自主性原民部落的精神。溪州部落文化空間的獨特性，反映出原住民傳統文化，凝聚部落族民的向心力，空間網絡的緊密交集在溪洲部落中更顯重要。
都市阿美族住民早期主要從事板模、採礦、遠洋漁業等所謂「最高、最深、又最遠」的底層工作，多仰賴體力勞動的工作。而今， 誠如從事營造業的溪洲部落長輩所言：「我們蓋了都市，卻被都市趕出來。」
飲食自給自足
阿美族人於節慶活動之捕魚儀式，使溪洲部落臨水而居， 具區位選擇與空間文化的意涵。 空地自行耕作種菜，飲食自給自足。
部落廣場
臨溪之部落廣場，位於空間中心， 為部落婚喪喜慶的儀典性場所，每年在此舉辦豐年祭，設置代表豐收的杵臼為地標，為族人暱稱為「精神堡壘」。
母系社會性別分工
阿美族傳統為母系社會，女性地位比男性高，由女人做主，包括財產繼承與某些祭祀權。 但漸受都市外來文化影響，此制度亦趨弱化。
頭目制度
阿美族社會體系基礎主要在於領袖制度與年齡層級。最高領袖是大頭目，其權力表現在對外交涉與對內安排公眾事務。

## 外部連結
- 婁雅君 賴秉寰:《新店溪左岸》，公視新聞議題中心
- 溪洲部落 （页面存档备份，存于）
- 溪洲部落圖庫
- 行政院原族民族委員會，臺灣原住民族資訊資源網
- 台灣都市原住民的住宅問題
- ♦溪洲部落位置地圖♦